# Tawny Cypress
Tawny Cypress, född 8 augusti 1976 i Point Pleasant, New Jersey, är en amerikansk skådespelerska. Hon spelar karaktären Simone Deveaux i TV-serien Heroes (2006-).